# La Vila (Calders)
La Vila és una masia del terme de Calders (Moianès). Pertany a la parròquia de Sant Vicenç de Calders. És una obra inclosa en l'Inventari del Patrimoni Arquitectònic de Catalunya.

## Situació

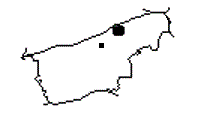
Situació de la Vila respecte de Calders

Està situada al sector central del terme, a ponent de la urbanització de la Guàrdia i de la masia la Guàrdia del mateix nom. És a tocar, al sud-est, de la masia de la Domènega. S'hi accedeix per un camí rural de 225 que arrenca de la urbanització de la Guàrdia, en el seu extrem centra-occidental.

## Descripció
És un gran casal rectangular amb el portal d'entrada dovellat, de punt rodó. Presenta espitlleres que apunten als punts d'entrada al mas i contraforts a la façana de migdia. Als baixos hi ha una porxada que condueix als estables, forn, celler (de volta, amb dos arcs creuats creant un espai buit al mig), tines, corts pel bestiar, etc. Una escala de pedra picada condueix al primer pis dedicat a l'habitatge, amb dues galeries, una a la cara nord i l'altra a la sud. Al segon pis golfes. El 1977 s'hi adossa una torre que intenta conservar el potent caire de la casa. El material constructiu utilitzat és pedra local ben escairada; arestes i finestrals amb carreus.
Hi ha una finestra gòtica rectangular que havia estat tapiada. Realitzada amb carreus calcaris ben escairats i amb decoració gòtica. Dues mènsules treballades toscament en forma de cap sostenen la cornisa. Damunt el vèrtex de l'arc hi ha un escut sense senyals heràldics amb una figura radial encerclada. Coronant l'escut hi ha una altra cara molt toscament treballada semblant a les anteriors però més gran. La part inferior continua tapiada per la cisterna de la casa, de construcció posterior. Estilísticament sembla de finals del segle xv. Està encastada a la paret nord de la casa, que en el seu moment devia correspondre a una part exterior. Permet marcar les diferents fases evolutives del mas.

## Història
Es coneix la seva existència des del segle xiv. Ampliacions posteriors al 1770 en què es fa el forn i algun cobert; al 1880 construcció de la galeria freda, i al 1977 aixecament de la torre. La façana nord ha sofert també modificacions en obrir-hi una altra entrada a la casa. Malgrat tot es pot dir que aquest casal no ha sort moltes modificacions exterior ni interiorment. El 1868 i 1878 es construeixen uns coberts separats de la casa, davant l'era.